# Guglielmo di Estouteville I
Guglielmo di Estouteville I, in francese Guillaume d'Estouteville Ier  (1354 – Corbon, 21 dicembre 1414), è stato un vescovo francese.
Guglielmo era il quarto figlio Giovanni d'Estouteville, signore di Torcy, e di Giovanna di Fiennes. Era imparentato con l'omonimo cardinale, ed era fratello di Tommaso d'Estouteville, vescovo di Beauvais.

## Biografia
Divenuto canonico nella chiesa di Rouen, Guglielmo aveva solo 20 anni quando fu nominato vescovo di Évreux.
Nel 1376 fu trasferito alla diocesi di Auxerre, ove acquistò, dagli eredi del suo predecessore, il villaggio di Sacy ed affrancò gli abitanti di Charbuy.
Passò quindi, nel 1382 alla sede episcopale di Lisieux, ove succedette al famoso Nicolas Oresme. Nel 1400 il re Carlo VI lo autorizzò a mantenere una guarnigione nel castello di Lisieux.
Nel 1403 dedicò la chiesa collegiale di Santa Caterina di Charleménil, presso Arques, già eretta da Guglielmo VI di Vienne, arcivescovo di Rouen.
Presenziò al Concilio di Pisa. Donò le sue terre in Bonneville ed altri suoi beni al Collegio di Lisieux, fondato nel 1336 all'interno dell'Università di Parigi da Guido di Harcourt, uno dei suoi predecessori nella sede episcopale di Lisieux. Lasciò inoltre nel suo testamento la terra di Corbon e le decime di Courbépine alla sua chiesa.